# Rotes Vorwerk (Oberwiesenthal)
Das Rote Vorwerk (bis 1900 Rothes Vorwerk) war ein beliebtes Ausflugsziel beim Kurort Oberwiesenthal im Freistaat Sachsen am Fuße des Fichtelberges.

## Geschichte

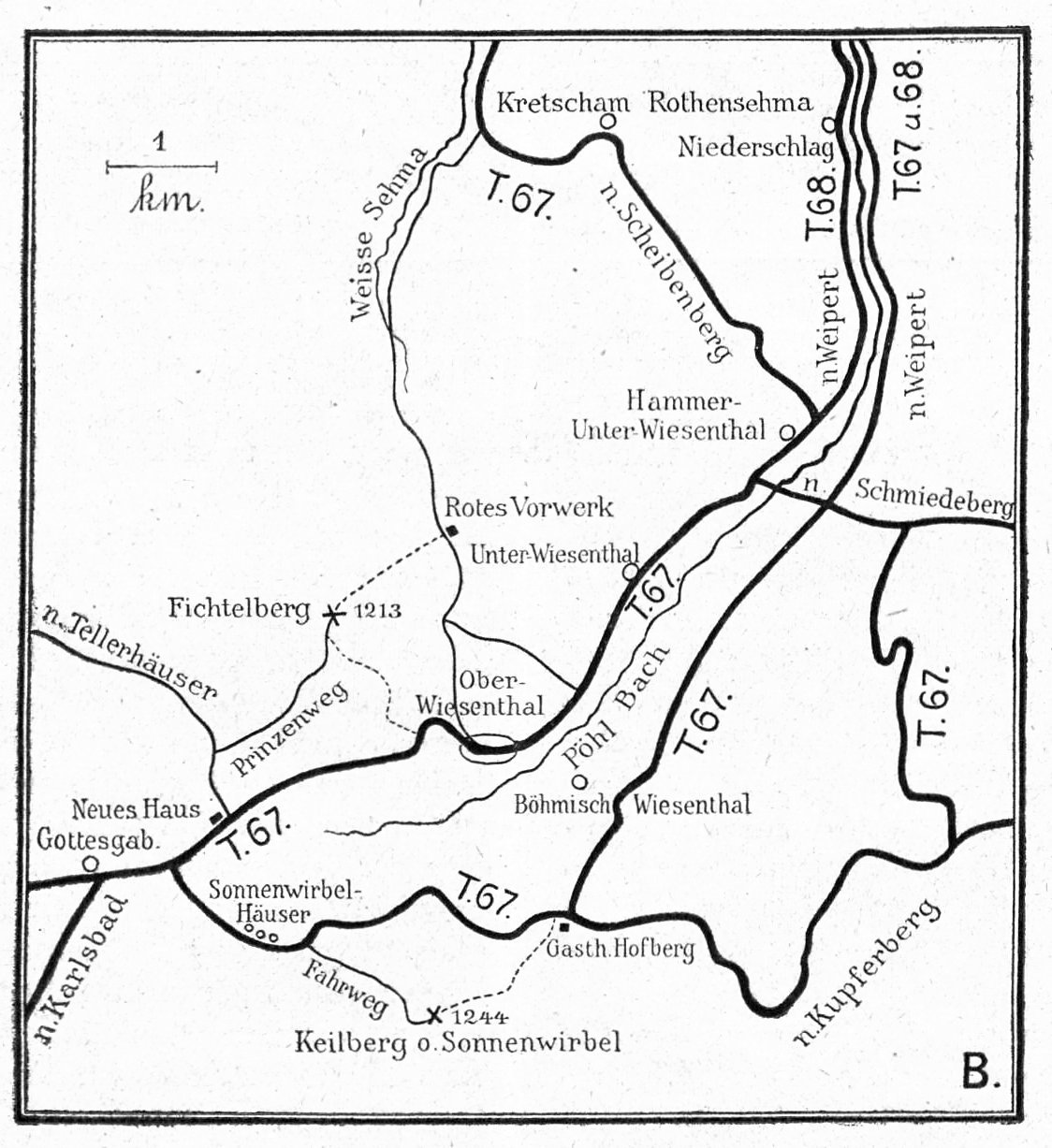
Neues vom Tourenbuche, in: Sächsische Radfahrer-Zeitung, 11. November 1899, S. 442

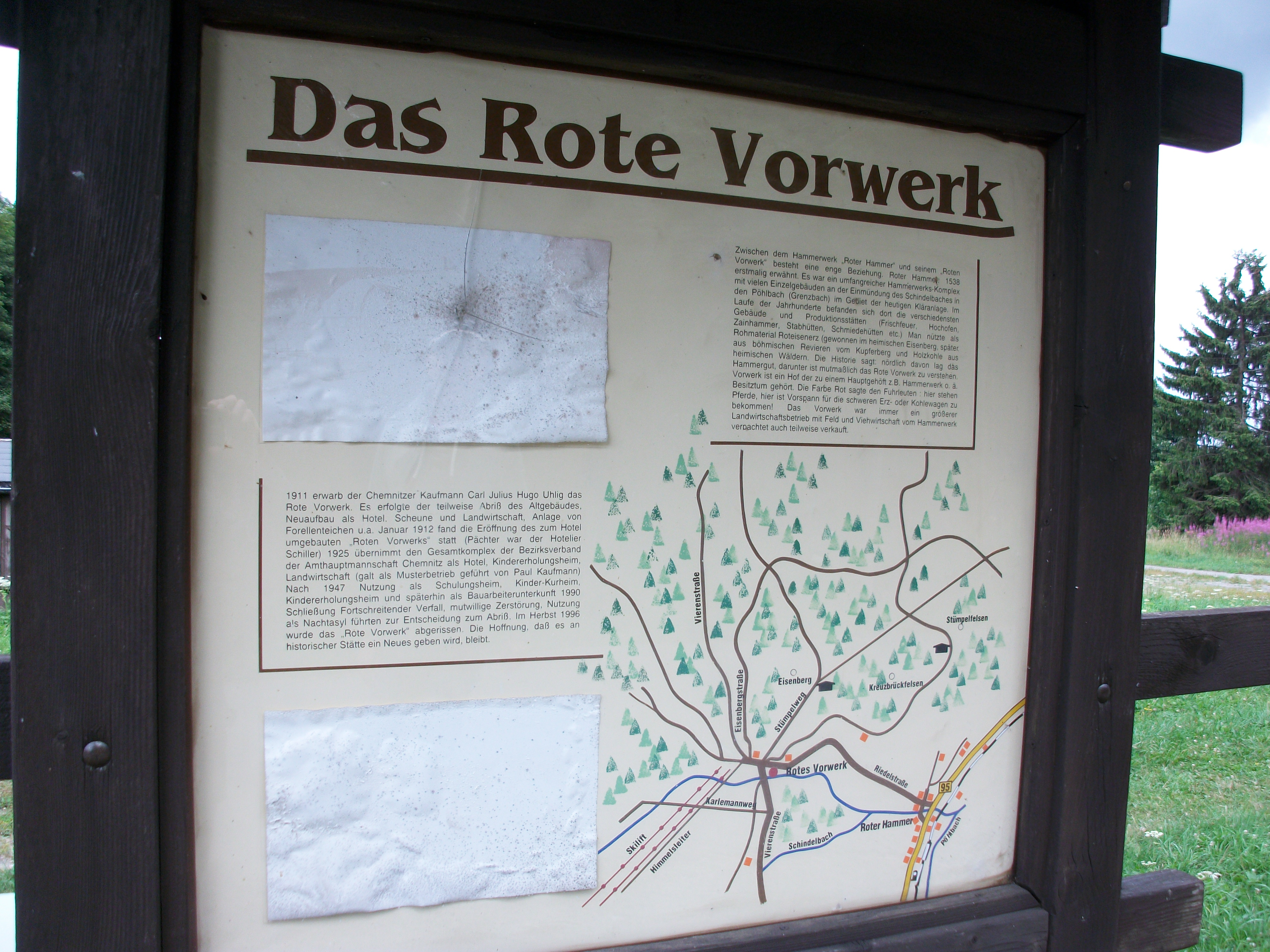
Rotes Vorwerk (Unterwiesenthal), Infotafel

Das kleine, rot angestrichene Wohnhaus mit Scheune stand in der Gemarkung Unterwiesenthal auf dem Scheitelpunkt (mundartlich „Kepp“ für Kuppe) der Vierenstraße genannten Verbindungsstraße von Neudorf nach Oberwiesenthal in einer Höhenlage von 979 Meter und wurde schon bald Rotes Vorwerk genannt. Die markante rote Farbe hatte das Vorwerk, damit es die Fuhrleute auch bei starkem Nebel, der hier oft herrschte, als Ort erkannten, wo die Vorspanne genommen wurde. Es stand in enger Verbindung zum Roten Hammer in Unterwiesenthal.
1802 wird eine Gastwirtschaft im Roten Vorwerk erwähnt. Den Gebäudekomplex kaufte kurz nach 1900 der Kaufmann Hugo Uhlig aus Chemnitz an und ließ ihn umbauen, etwas vergrößern und mit einem Türmchen versehenen. Die Wiedereröffnung als „Sporthotel“ plante Uhlig für August 1911. Doch er erhielt am 5. Juli 1911 lediglich die Konzession zur Fortsetzung des Schankbetriebes, nicht zu einem großen Hotelbetrieb. Da es bereits beim Bahnhof in Oberwiesenthal ein Sporthotel gab, konnte Uhlig auch nicht diesen Namen verwenden, sondern musste die Bezeichnung „Fremdenhof“ wählen. Das Richtfest wurde am 16. September 1911 gefeiert, die Fertigstellung war für Dezember 1911 geplant.
1926 übernahm der Bezirksverband der Amtshauptmannschaft Chemnitz das Rote Vorwerk und richtete hier ein Erholungsheim für gesundheitsgefährdete bedürftige Kinder ein. Auch nach 1945 wurde es noch weiter als Kinderheim genutzt. Nach 1990 stand es jedoch mehrere Jahre leer und wurde abgerissen.

## Tourismus
An Stelle des Roten Vorwerkes befindet sich heute ein freier Platz, der als Pkw-Parkplatz für Wanderungen auf den Fichtelberg oder nach Neudorf genutzt werden kann.